# Hyphydrus prozeskyi
Hyphydrus prozeskyi är en skalbaggsart som beskrevs av Olof Biström 1982. Hyphydrus prozeskyi ingår i släktet Hyphydrus och familjen dykare. Inga underarter finns listade i Catalogue of Life.